# Landkreis Blankenburg
| Basisdaten                                                                   | Basisdaten          |
| ---------------------------------------------------------------------------- | ------------------- |
| Kreisstadt                                                                   | Blankenburg         |
| Fläche                                                                       | 475 km² (1939)      |
| Einwohner                                                                    | 40.674 (1939)       |
| Bevölkerungsdichte                                                           | 85,6 Ew./km² (1939) |
| Gemeinden                                                                    | 24 (1939)           |
|                                                                              |                     |
| Der Raum Braunschweig-Harz mit Vorkriegsgrenzen und der späteren Zonengrenze |                     |

Der Landkreis Blankenburg war ein Landkreis im Osten des Herzogtums und späteren Freistaates Braunschweig und bestand aus den Ämtern Blankenburg, Hasselfelde und Walkenried. Der Landkreis wurde 1945 zwischen der britischen und der sowjetischen Besatzungszone aufgeteilt und lag dadurch später zu Teilen in der Bundesrepublik Deutschland und der DDR. Im Jahr 1950 wurde der Ostteil in die DDR-Kreise Quedlinburg und Wernigerode eingegliedert. Der westliche Teil gehörte als Landkreis Blankenburg mit der Kreisstadt Braunlage zu Niedersachsen, bis er am 1. Juli 1972 auf die Landkreise Goslar und Osterode am Harz aufgeteilt wurde.

## Geographie
Das Kreisgebiet erstreckte sich vom nördlichen Harzvorland bei Blankenburg bis in den Oberharz bei Braunlage und den Südharz bei Walkenried. Im Nordwesten des Kreisgebiets lag der Wurmberg.

## Wirtschaft
Der Landkreis war von Hüttenwesen und Bergbau geprägt. Auch der Tourismus spielt eine prägende Rolle, es gab mehrere Kur- und Erholungsorte. Im Landkreis gab es einige sehr bekannte Unternehmen, wie die Harzer Werke in Rübeland und Zorge (später in Blankenburg) und die Tanner Hütte in Tanne. Auch zahlreiche Steinbrüche existierten im Kreisgebiet. Eine Besonderheit war die Braunkohlengrube „Hercynia“ bei Wienrode am nördlichen Harzrand.

## Verkehr
Der Kreis wurde unter anderem durch die Harz-Zahnradbahn Blankenburg–Rübeland–Tanne (Harz) (erbaut 1885–1886) erschlossen. Den westlichen Kreisteil erschloss, ab 1899, die ebenfalls private Südharz-Eisenbahn-Gesellschaft (SHE) mit der Schmalspurbahn Walkenried–Braunlage/Tanne. Außerdem verlief die Harzhochstraße durch das Kreisgebiet und verband die Orte Stiege, Hasselfelde, Trautenstein, Tanne und Braunlage untereinander.

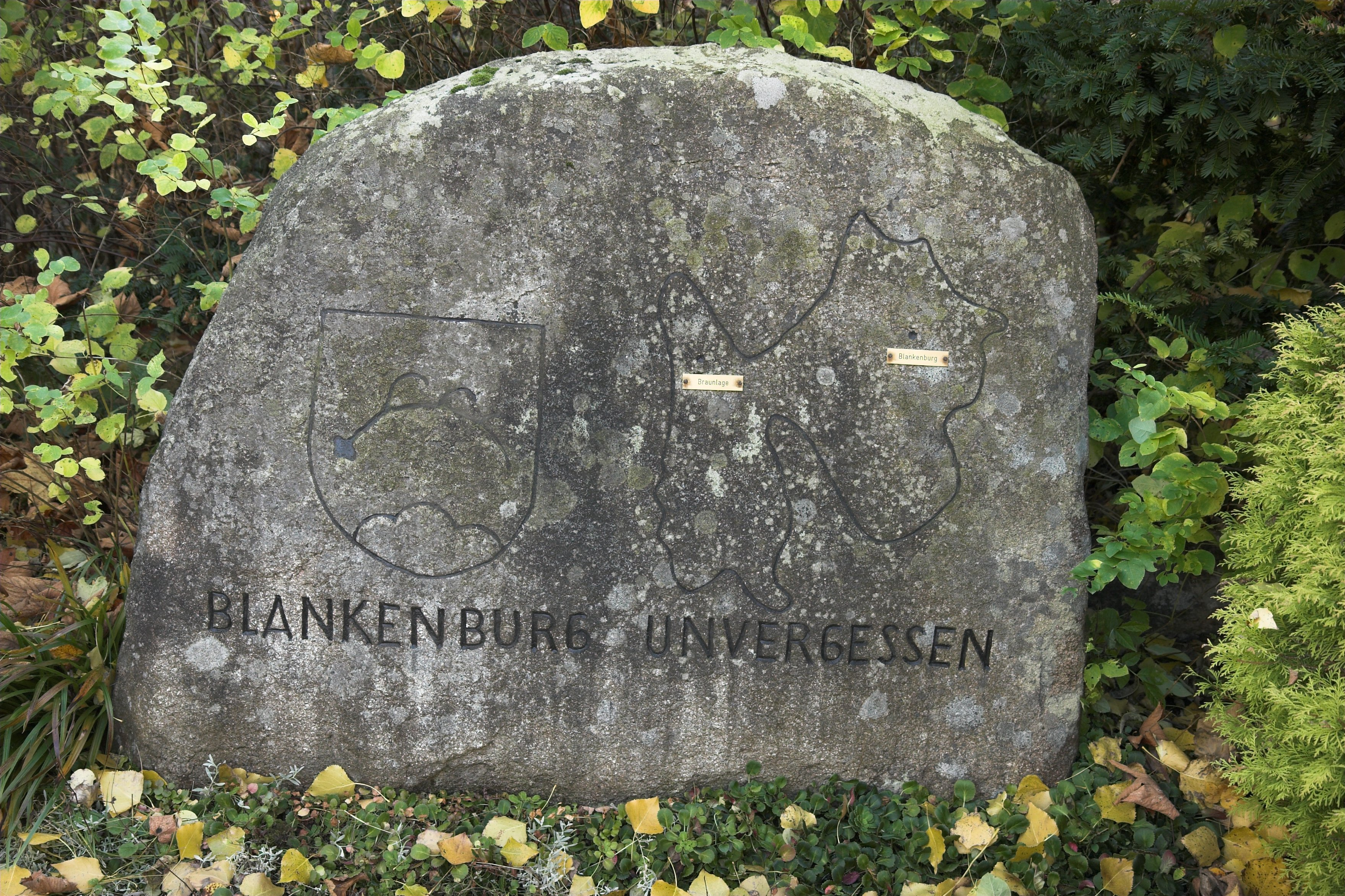
Denkmal für den ehemaligen Landkreis Blankenburg nahe dem Heimatmuseum in Braunlage

## Geschichte
Der Kreis Blankenburg bestand aus Teilen des ursprünglichen Braunschweiger Harzgebietes und der ehemaligen Grafschaft Blankenburg, die nach dem Aussterben der dortigen Grafen 1599 an Braunschweig fiel. Durch den Wiener Kongress wurde das Haus Braunschweig-Wolfenbüttel im Besitz des Fürstentums Blankenburg 1815 bestätigt.
Bereits im Januar 1814 war eine braunschweigische Zivilverwaltung eingerichtet worden, wobei die aus der westfälischen Zeit vorgefundene Struktur mit den drei Kantonen Blankenburg, Hasselfelde und Walkenried übernommen, die Kantone aber in Kreisgerichte umbenannt wurden. Mit Verordnung vom 24. Februar 1814 wurde das Herzogtum in 6 Distrikte aufgeteilt, deren Verwaltung von „Oberhauptleuten“ geleitet wurde. Für das Fürstentum Blankenburg und das Stiftsamt Walkenried wurde ein eigener Distrikt Blankenburg angeordnet, mit Kreisgerichten in den oben genannten drei Orten. 1825 wurden die Kreisgerichte in Kreisämter umbenannt; zum 1. Januar 1833 schließlich wurde der Distrikt Blankenburg in Kreisdirektion Blankenburg umbenannt, wobei sich bald die Kurzform Kreis durchsetzte. Ab 1. Januar 1939 wurden die – außerhalb Preußens – bestehenden unteren Verwaltungsbehörden durchgängig als Landkreise (bzw. Stadtkreise) bezeichnet.
Bei der Einteilung Deutschlands in Besatzungszonen 1945 wurde der Landkreis Blankenburg zwar nach dem Londoner Protokoll von 1944 zunächst der Britischen Besatzungszone zugeordnet, da der größere Ostteil des Kreises aber nur durch eine Straße (die heutige B 242) und eine Bahnstrecke der Südharz-Eisenbahn mit dem Rest der Britischen Zone verbunden war, wurde im Juli 1945 die Grenzziehung korrigiert und der Kreis an seiner schmalsten Stelle westlich von Sorge geteilt: Der größere Ostteil des Kreises mit der Kreisstadt Blankenburg wurde der Sowjetischen Besatzungszone, später der DDR und dem Land Sachsen-Anhalt zugeordnet, der kleinere Westteil mit der Stadt Braunlage und den Gemeinden Hohegeiß, Neuhof, Walkenried, Wieda und Zorge kam zur Britischen Zone und damit zu Niedersachsen. In diesem Zusammenhang kam die im Thüringer Landkreis Grafschaft Hohenstein gelegene Stadt Bad Sachsa mit ihrem späteren Ortsteil Tettenborn in die Britische Zone.
Dieser westdeutsche Landkreis Blankenburg (mit der nunmehrigen Kreisstadt Braunlage) wurde 1972 mit der niedersächsischen Gebietsreform aufgelöst und den Landkreisen Goslar und Osterode zugeordnet.
Der Ostteil des alten Landkreises Blankenburg bestand bis zum 30. Juni 1950 als eigenständiger Landkreis weiter und wurde dann in den Landkreis Wernigerode eingegliedert. Die Gemeinden Allrode und Timmenrode kamen abweichend zum Landkreis Quedlinburg, wurden dann aber 1994 wegen der historischen Zugehörigkeit ebenfalls in den Landkreis Wernigerode eingegliedert. Beide Landkreise gingen 2007 im Landkreis Harz auf.
Ein Teil der Überlieferung des Landkreises Blankenburg von 1830 bis zur deutschen Teilung befindet sich in der Abteilung Dessau des Landesarchivs Sachsen-Anhalt.

## Einwohnerentwicklung
| Jahr | Einwohner | Quelle |
| ---- | --------- | ------ |
| 1890 | 26.430    | [ 1 ]  |
| 1900 | 34.095    | [ 1 ]  |
| 1910 | 35.989    | [ 1 ]  |
| 1925 | 37.114    | [ 1 ]  |
| 1939 | 40.674    | [ 1 ]  |
|      |           |        |
| 1946 | 39.744    | [ 2 ]  |

## Städte und Gemeinden
Die Städte und Gemeinden des Kreises Blankenburg, ihre Einwohnerzahl von 1939 und ihr Verbleib nach der Auflösung des Kreises:
| Gemeinde                  | Einwohner | Verbleib                                                   |
| ------------------------- | --------- | ---------------------------------------------------------- |
| Allrode                   | 706       | 1950 zum Landkreis Quedlinburg, ab 1952 Kreis Quedlinburg  |
| Altenbrak                 | 533       | 1950 zum Landkreis Quedlinburg, 1952 zum Kreis Wernigerode |
| Benzingerode              | 967       | 1950 zum Landkreis Wernigerode, ab 1952 Kreis Wernigerode  |
| Blankenburg (Harz), Stadt | 13.195    | 1950 zum Landkreis Quedlinburg, 1952 zum Kreis Wernigerode |
| Börnecke                  | 782       | 1950 zum Landkreis Quedlinburg, 1952 zum Kreis Wernigerode |
| Braunlage, Stadt          | 4.049     | 1945 zum Landkreis Blankenburg (Niedersachsen)             |
| Cattenstedt               | 949       | 1950 zum Landkreis Quedlinburg, 1952 zum Kreis Wernigerode |
| Hasselfelde, Stadt        | 2.951     | 1950 zum Landkreis Quedlinburg, 1952 zum Kreis Wernigerode |
| Heimburg                  | 1.171     | 1950 zum Landkreis Wernigerode, ab 1952 Kreis Wernigerode  |
| Hohegeiß                  | 971       | 1945 zum Landkreis Blankenburg (Niedersachsen)             |
| Hüttenrode                | 1.788     | 1950 zum Landkreis Wernigerode, ab 1952 Kreis Wernigerode  |
| Michaelstein              | 1.024     | 1940 eingemeindet nach Blankenburg                         |
| Neuhof                    | 430       | 1945 zum Landkreis Blankenburg (Niedersachsen)             |
| Neuwerk                   | 524       | 1950 zum Landkreis Wernigerode, ab 1952 Kreis Wernigerode  |
| Rübeland                  | 1.283     | 1950 zum Landkreis Wernigerode, ab 1952 Kreis Wernigerode  |
| Stiege                    | 1.518     | 1950 zum Landkreis Quedlinburg, 1952 zum Kreis Wernigerode |
| Tanne                     | 861       | 1950 zum Landkreis Wernigerode, ab 1952 Kreis Wernigerode  |
| Timmenrode                | 1.410     | 1950 zum Landkreis Quedlinburg, ab 1952 Kreis Quedlinburg  |
| Trautenstein              | 631       | 1950 zum Landkreis Wernigerode, ab 1952 Kreis Wernigerode  |
| Treseburg                 | 253       | 1950 zum Landkreis Quedlinburg, 1952 zum Kreis Wernigerode |
| Walkenried                | 1.548     | 1945 zum Landkreis Blankenburg (Niedersachsen)             |
| Wieda                     | 1.393     | 1945 zum Landkreis Blankenburg (Niedersachsen)             |
| Wienrode                  | 752       | 1950 zum Landkreis Quedlinburg, 1952 zum Kreis Wernigerode |
| Zorge                     | 1.116     | 1945 zum Landkreis Blankenburg (Niedersachsen)             |